# Dasmophora xerospila
Dasmophora xerospila är en fjärilsart som beskrevs av Edward Meyrick 1919. Dasmophora xerospila ingår i släktet Dasmophora och familjen äkta malar.
Artens utbredningsområde är Franska Guyana. Inga underarter finns listade i Catalogue of Life.